# Rue Charles-Pêtre
La rue Charles-Pêtre est une voie de la commune française de Metz.

## Situation et accès
La rue se situe dans le quartier Nouvelle Ville.

## Origine du nom
Elle tient son nom du sculpteur français Charles Pêtre.

## Historique

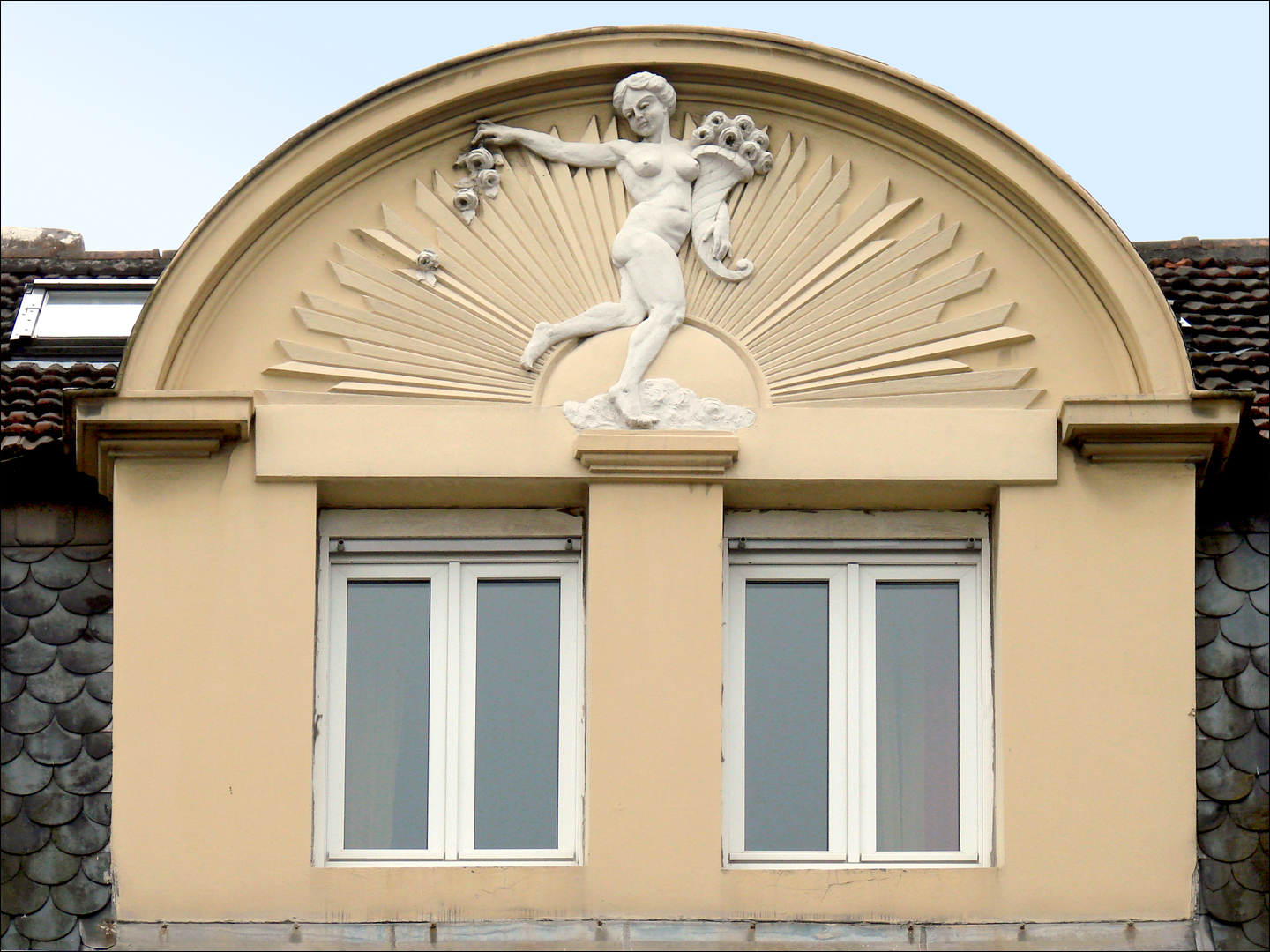
Immeuble 31 bis rue Charles-Pêtre.

Vers 1900 la société Villeroy & Boch installe un dépôt à son nom au 15 rue Charles-Pêtre. Il dispose de têtes de grenouille dans le soubassement, de style Art nouveau.